# Serhij Jaciuk
Serhij Anatolijowycz Jaciuk (ukr. Сергій Анатолійович Яцюк; ur. 14 stycznia 1974 r.) – ukraiński kulturysta. Mistrz Ukrainy i Europy w kulturystyce.

## Życiorys
Jego miastem rodzinnym jest Kijów. Studiował na Narodowym Uniwersytecie Wychowania Fizycznego i Sportu Ukrainy.
Brał udział w ponad siedemdziesięciu turniejach kulturystycznych. W kwietniu 2005 roku startował w Pucharze Kijowa. Zdobył dwa złote medale: w kategorii mężczyzn o masie ciała przekraczającej 100 kg oraz w kategorii ogólnej. W 2006 został absolutnym zwycięzcą zawodów "Zdorowiak", organizowanych w Charkowie. W 2009 wystąpił na Mistrzostwach Ukrainy; wywalczył złoto w kategorii wagowej 100 kg+, a także srebro w kategorii generalnej. Tego samego roku wziął udział Mistrzostwach Europy w Kulturystyce w Deblu federacji IFBB. Wśród mężczyzn o wadze powyżej 100 kg zajął siódme miejsce. Jesienią 2010 federacje УФББ i WABBA przyznały mu tytuł Mistera Ukrainy (Мистер Украина). Również w 2010 wywalczył złoto podczas Mistrzostw Europy federacji WABBA, zostając absolutnym zwycięzcą zawodów. Rok później Jaciuk został zwycięzcą Mistrzostw Ukrainy w Kulturystyce w kategorii mężczyzn o wzroście poniżej 180 cm; był też wicemistrzem w kategorii ogólnej. W maju 2013 zajął trzecie miejsce na podium w kategorii wagowej 100 kg+ podczas Mistrzostw Europy w Kulturystyce federacji IFBB. Trzy miesiące później startował w tej kategorii w Mistrzostwach Świata IFBB; zajął piąte miejsce. W 2013 uhonorowano go też srebrnym medalem w trakcie Pucharu Ukrainy federacji FBBU (ФББУ).
Portal bestsport.com.ua okrzyknął Jaciuka mianem jednego z najlepszych ukraińskich kulturystów.
Pracuje jako trener osobisty. Posiada kwalifikacje nauczyciela wychowania fizycznego, dietetyka oraz fizjoterapeuty. Zamieszkuje rodzimy Kijów. W 2012 roku zawarł związek małżeński.

## Wymiary
- wzrost: 174 cm
- waga: ok. 115 kg

## Osiągnięcia (wybór)
- 2004: Puchar Rosji w Kulturystyce, federacja PBS (ФБФР), kategoria wagowa powyżej 95 kg − III m-ce
- 2004: Mistrzostwa Świata w Kulturystyce, federacja IFBB, kategoria wagowa powyżej 90 kg − XII m-ce
- 2005: Pucharu Obwód Czernihowskiego w Kulturystyce, kategoria wagowa powyżej 90 kg − I m-ce
- 2005: Pucharu Obwód Czernihowskiego w Kulturystyce, kategoria ogólna − I m-ce
- 2005: Puchar Kijowa w Kulturystyce, kategoria wagowa powyżej 100 kg − I m-ce
- 2005: Puchar Kijowa w Kulturystyce, kategoria ogólna − I m-ce
- 2005: Puchar im. Aleksandra Brysina, kategoria ogólna − III m-ce
- 2006: Zawody "Zdorowiak", kategoria ogólna − I m-ce
- 2007: Mistrzostwa Świata w Kulturystyce, federacja IFBB, kategoria wagowa powyżej 100 kg − XIII m-ce
- 2009: Mistrzostwa Europy w Kulturystyce w Deblu, federacja IFBB, kategoria wagowa powyżej 100 kg − VII m-ce
- 2009: Puchar "Ukrtatnafta" (Укртатнафта), kategoria ogólna − II m-ce
- 2009: Mistrzostwa Ukrainy w Kulturystyce, federacja FBBU (ФББУ), kategoria wagowa powyżej 100 kg − I m-ce
- 2009: Mistrzostwa Ukrainy w Kulturystyce, federacja FBBU (ФББУ), kategoria ogólna − II m-ce
- 2010: Mister Ukrainy, federacja UFBB (УФББ)/WABBA, kategoria ogólna − I m-ce
- 2010: Mistrzostwa Europy w Kulturystyce, federacja WABBA, kategoria "medium" − I m-ce
- 2010: Mistrzostwa Europy w Kulturystyce, federacja WABBA, kategoria ogólna − I m-ce
- 2011: Mistrzostwa Ukrainy w Kulturystyce, federacja UFBB (УФББ)/WABBA, kategoria mężczyzn do 180 cm wzrostu − I m-ce
- 2011: Mistrzostwa Ukrainy w Kulturystyce, federacja UFBB (УФББ)/WABBA, kategoria ogólna − II m-ce
- 2013: Puchar Ukrainy w Kulturystyce, federacja FBBU (ФББУ), kategoria wagowa powyżej 95 kg − II m-ce
- 2013: Mistrzostwa Europy w Kulturystyce, federacja IFBB, kategoria wagowa powyżej 100 kg − III m-ce
- 2013: Mistrzostwa Świata w Kulturystyce, federacja IFBB, kategoria wagowa powyżej 100 kg − V m-ce
- 2013: Arnold Amateur Europe, federacja IFBB, kategoria wagowa powyżej 100 kg − udział
- 2014: Mistrzostwa Moskwy w Kulturystyce, kategoria ogólna − V m-ce